# Le Pique rouge

Le Pique Rouge est une bande dessinée historique de la série Arno, créée par Jacques Martin (scénario) et André Juillard (dessins) se déroulant pendant l'époque napoléonienne. Sa parution commence en 1983 dans le magazine Circus. Il est publié en album, par les éditions Glénat, en 1984.

## Synopsis
L'intrigue débute à la fin juillet 1797, lors de la chute de Venise. La vieille république, ayant comploté contre sa jeune rivale française, se prépare à accueillir le général Bonaparte en vainqueur. La ville est en fête, et c'est dans ce contexte que le bouillant général fait la connaissance d'Arno Firenze, un pianiste italien. Impressionné, Bonaparte invite aussitôt Arno à venir jouer chez lui le lendemain soir. Pendant ce temps, dans les ruelles labyrinthiques de Venise, d'étranges individus portant le symbole d'un pique rouge se rassemblent. Leur but : commettre un attentat pour assassiner le général en chef ennemi.
Le lendemain de sa rencontre avec Bonaparte, Arno se rend comme convenu au lieu de rendez-vous et se retrouve à dîner en tête-à-tête avec son nouvel ami. Alors que les deux hommes discutent avec enthousiasme et qu'Arno se met à jouer du piano, une bombe atterrit dans l'âtre de la cheminée. Arno, réactif, prévient immédiatement Bonaparte et parvient à déjouer la tentative d'assassinat. Pendant ce temps, les soldats français ouvrent le feu sur le dépositaire de la bombe, le blessant mortellement alors qu'il tente de fuir.                         Le jour suivant, Arno se trouve en compagnie de son ami, Sylvio Scarfa. Les deux compères tentent de finaliser une composition musicale lorsqu'ils échappent de justesse à une nouvelle tentative d'assassinat. La chandelle allumée par Luisa, la gouvernante, explose soudainement. Plus tard, tandis que Bonaparte se dirige vers Sulzano pour rassembler ses troupes, il apprend la nouvelle de cet attentat.
Le soir même, Arno et Sylvio se rendent chez le marchand de bougies afin de le confondre mais celui-ci révèle qu'il ne sait rien de la conspiration. À moitié-convaincu, les deux amis n'ont d'autres choix que de partir. Alors qu'il monte dans une gondole pour regagner leur domicile, ils sont pris en chasses par deux hommes portant un masque. Les deux poursuivants ouvrent le feu sur l'embarcation, tuant le gondolier. À son tour, Sylvio est mortellement blessé. Alors qu'il pleure la perte de son ami, Arno découvre un masque appartenant à l'un des agresseurs et portant un pique rouge. Plus tard, Luisa apprend au jeune musicien que son cousin Renato possède un masque similaire, ce qui éveille aussitôt la curiosité d'Arno qui s'empresse d'obtenir son adresse.
À la nuit tombée, Arno, ayant revêtu le masque des conspirateurs, parvient à infiltrer les rangs des membres du Pique Rouge. Il réussit à démasquer Corvacchio, l'homme de main du doge de Venise, avant d'être maîtrisé et jeté dans la lagune. Le musicien doit la vie à Anita, une jeune fille qui, ayant assisté à sa noyade, se jette à l'eau pour le sauver. De retour sur la berge, Anita, rejointe par son frère Grazzio, cherche à savoir si Arno est toujours vivant. C'est alors que les conspirateurs les approchent en barque et ouvrent le feu, les obligeant à se réfugier à l'intérieur des terres. En parallèle, dans une autre embarcation, des soldats français se préparent à ouvrir le feu sur les tireurs et ceux-ci sont fait prisonniers, tandis qu'Arno recouvre ses esprits dans la maison de la grand-mère d'Anita et de Grazzio.
Quelques heures plus tard, deux commissaires français arrivent à la prison de Venise pour interroger les détenus. En réalité, ce sont des membres du Pique Rouge venus les faire taire. Prétextant que les prisonniers ont été tués avant d'avoir pu faire le moindre aveu, les faux commissaires s'en vont, laissant les gardes désemparés. L'officier de tutelle découvre un pique rouge accroché à la porte de la cellule, déduisant immédiatement qu'il s'agissait de faux commissaires. Pendant ce temps, dans la Volta de Canal, une frêle embarcation amène Anita et Grazzio jusqu'au domicile d'Arno. Ils récupèrent des affaires auprès de Luisa et repartent. Le lendemain, escorté de Grazzio, Arno, ayant retrouvé ses forces, reprend la route. Faisant halte dans une auberge, Arno se heurte à des soldats français qui tentent de rançonner les voyageurs de passage, mais il parvient à leur échapper.
Quelques jours plus tard, à Bellagio, au bord du Lac de Côme, une villa est somptueusement décorée pour honorer la venue de Joséphine de Beauharnais et de Bonaparte. Pensant y retrouver Joséphine, Napoléon est déçu et, aussitôt arrivé, décide de repartir. Le soir même, un escadron de hussards bivouaque à l'orée d'une forêt où ils ont allumé un grand feu. Ils ont fait prisonniers Arno et Grazzio, qui ont chevauché à travers les lignes françaises sans autorisation. L'un des officiers, un capitaine, les menace de les torturer pour les faire parler, mais Arno reconnaît sa voix. Alors que les deux jeunes hommes s'apprêtent à être mis au supplice, l'arrivée de Bonaparte est annoncée. Arno tente de se faire reconnaître du général, mais il est assommé par l'un des hussards, et son corps ainsi que celui de Grazzio sont cachés dans les futaies. Napoléon s'approche des agresseurs d'Arno et de Grazzio, car ceux-ci ne sont pas venus l'ovationner et se montre méfiants. Soudain, le capitaine sort un pistolet et tire sur le général. La balle touche son bicorne, et en réponse, son escorte ouvre le feu, mais les deux hommes parviennent à s'enfuir. En les poursuivant, les hommes de Bonaparte découvrent Arno et Grazzio, en train de reprendre connaissance. Ils les escortent jusqu'au général, qui les ramène avec lui à Venise.
Les deux membres du Pique Rouge qui ont agressé Arno et Grazzio trouvent refuge dans un monastère, y voyant une cachette idéale pour échapper aux autorités françaises. Pendant ce temps, à Venise, l'ancien doge est arrêté, et sur la lagune, Bonaparte assiste personnellement à l'interrogatoire des conspirateurs. Pendant ce temps, Arno et Grazzio se rendent chez le maréchal-ferrant pour faire poser un fer au cheval de ce dernier. Alors qu'ils admirent le travail de l'artisan, deux sœurs du monastère arrivent avec les habits de leurs deux nouveaux employés pour les faire nettoyer. Arno, qui se propose de prendre le paquet, voit celui-ci s'ouvrir, mal ficelé, laissant tomber un pique-rouge au sol. À la suite de cette découverte, les deux garçons décident de suivre les sœurs jusqu'au couvent. En cherchant une façon d'entrer dans le monastère sans attirer l'attention, Arno et Grazzio observent deux jardiniers qui semblent travailler nonchalamment. Ils reconnaissent alors Corvacchio et son acolyte, Brazzi, un ancien policier. Profitant de l'effet de surprise, Arno et son compagnon parviennent à s'introduire dans les jardins du couvent et ils mettent en joue les deux faux jardiniers qui réussissent à prendre la fuite. Afin d'assurer leurs arrières, les deux conspirateurs prennent en otage une des sœurs et tandis que Corvacchio parvient à gagner la route, Brazzi est abattu.
Le lendemain, dans la forteresse de Sulzano, Corvacchio médite sa vengeance dans les bras de sa maîtresse, la marquise Liona Corta Della Sullano. Peu après, elle accueille des dignitaires autrichiens, dont le général Karl Steuffel, venus signer un traité de paix avec les Français. Corvacchio, ayant attentivement écouté la conversation, convainc Steuffel de lui donner une chance d'éliminer Bonaparte. Steuffel propose alors à Corvacchio d'endosser l'uniforme et l'apparence de son aide de camp pour ne pas attirer les soupçons. À Passaranio, le chef de l'armée française d'Italie a réuni ses généraux pour préparer une nouvelle campagne en cas d'échec des négociations avec les Autrichiens. Bonaparte reçoit une missive et confie aussitôt une mission à Arno. Celui-ci, habillé en officier, se retrouve dans l'escorte de cavaliers chargée d'accueillir et d'accompagner les plénipotentiaires autrichiens. 
La mission d'Arno est également d'identifier le traître caché au sein de la délégation autrichienne. Une fois arrivée au camp, la délégation autrichienne se voit prier de remettre ses armes. Alors que Steuffel proteste, Arno reconnaît Corvacchio, qui s'enfuit en prenant en otage le général autrichien. Bonaparte, distrait par l'annonce de l'arrivée de Joséphine, laisse filer le conspirateur. Arno s'empare alors d'une lettre tombée au sol que Steuffel devait remettre au général, contenant une proposition de paix émanant de l'Autriche. Pendant ce temps, Grazzio a réussi à monter à l'arrière du carrosse de Steuffel dans lequel Corvacchio s'est enfui. Inquiet pour son sort, Arno reçoit de Bonaparte une escorte de chasseurs pour partir à sa recherche.
De son côté, Bonaparte se rend à la villa Serbelloni, impatient de retrouver Joséphine. À son arrivée, il découvre sa sœur Pauline entourée d'officiers. Après un bref échange avec Pauline, Napoléon part à la recherche de Joséphine. Pendant ce temps, un des officiers présents à la réception reçoit une boîte de cartes marquetée d'un des convives et annonce qu'il la remettra en cadeau à Bonaparte. Plus loin, Arno et son escorte découvrent Grazzio, inanimé. Bien que sévèrement blessé, le jeune garçon reprend connaissance et révèle que Corvacchio s'est réfugié dans la forteresse de Sulzano, où il a emprisonné Steuffel. Pour s'introduire dans la forteresse, Grazzio se fait passer pour un marchand itinérant et parvient à y entrer. Cependant, Corvacchio remarque que le cheval de Grazzio appartient à l'armée française, ce qui trahit la proximité de soldats. Alors qu'il menace Grazzio, la marquise de Sulzano intervient, suppliant Corvacchio de ne pas s'en prendre à un enfant. Profitant de la distraction, Grazzio s'empare d'une jarre et parvient à dévier le tir de Corvacchio, dont la balle frappe la marquise à l'épaule. Corvacchio se précipite vers sa maîtresse, donnant à Grazzio l'occasion de signaler aux soldats français et à Arno que la voie est libre. Ces derniers entrent dans la forteresse pour arrêter Corvacchio, qui tente de s'enfuir abandonne la marquise et utilise une corde de fortune. La corde étant trop courte, il se retrouve à transpercer une fenêtre avant d'être arrêté par les soldats.
Alors que les plénipotentiaires autrichiens sont délivrés et que l'un des soldats escorte la marquise, Corvacchio tente une dernière esquive mais alors qu'il monte sur un promontoire, une balle le frappe de plein fouet. C'est la marquise qui a tiré. Cependant Arno, se demande si elle l'a fait pour l'honneur ou pour éviter à son amant un sort encore plus funeste. Quelques jours plus tard, Arno et Grazzio retrouvent Bonaparte, accompagné de Joséphine, à Milan pour fêter son retour, en France. Alors que Napoléon passe en revue, les œuvres d'art que l'Italie offre au Directoire, il présente Joséphine à ses deux compagnons. Quelques jours encore et Bonaparte offre à Arno, un piano. Le musicien est convié à un bal en l'honneur du général. Il y rencontre Pauline qui jette son dévolu sur lui mais Bonaparte arrive à la rescousse. Pauline trouve refuge à une table de cartes où une étrange carte fait son apparition, un pique rouge, ce qui n'est pas sans interpeller Napoléon et Arno. Bonaparte qui s'est vu remettre la boite à cartes marquettée provenant de la villa, soupçonné une conspiration plus vaste, enjoint Arno de le rejoindre à Toulon.
Le lendemain, Arno s'en retourne à Venise, en compagnie de Grazzio. Ils retrouvent Anita et Arno leur confie les terres qu'il a reçu en cadeau, au grand-désarroi de la grand-mère des deux enfants.

## Thèmes
L'action se concentre sur la fin de la campagne d'Italie, durant la période du Directoire, en octobre 1797. En effet, le 18 octobre 1797, le traité de Campo-Formio signé par le général Bonaparte, au nom du Directoire, consacre la paix entre la France et l'Autriche. La république de Venise disparaît avant d’être rattachée à l’Autriche à l’issue du traité de Campo Formio.
Comme on peut le voir à la fin de l'album, la campagne d'Italie donna lieu à de nombreux pillages d'œuvres d'art afin de renflouer les caisses du Directoire.
La conspiration du Pique Rouge semble prendre son essor, en Italie et plus particulièrement à Venise. Mais à la fin de l'album, Bonaparte suggère qu'elle pourrait s'étendre au-delà de l'Italie, jusqu'en France.

## Lieux
L'action se concentre principalement à Venise, puis petit à petit s'élargit, suivant les déplacements de Napoléon: De Venise à Sulzano; de Sulzano à Bellagio, proche du Lac de Côme puis de nouveau à Venise avant Passenario. De Passenario, on passe à la Villa Serbelloni avant Milan et un proche retour, en France. Cela montre que Bonaparte ne s'attarde jamais à un même endroit et qu'il va vite, comme il est souligné dans l'intrigue. Pour Arno, c'est à peu prés le même chemin que son ami, à de rares exceptions comme la lagune où vivent Anita et Grazzio ainsi que le monastère où se dissimulent les conspirateurs et la forteresse de Sulzano.

## Personnages
Les héros:
- Arno: Jeune musicien vénitien, Arno devient l'ami de Napoléon Bonaparte, qui non seulement le considère comme un confident, mais lui accorde également une grande confiance. Arno s'oppose au Pique Rouge, dont le principal objectif est de tuer Bonaparte et de mettre fin à l'occupation française de Venise et de l'Italie. Celui-ci n'hésite pas à lui confier des missions quelque peu périlleuses.

- Napoléon Bonaparte: Le jeune général Napoléon Bonaparte est au cœur du récit. Il n'est pas encore Empereur et il est présenté sous un jour bien sympathique, souriant, humain, paternel, charismatique. Bien que ces apparitions sont d'abord espacées, elles s'intensifient sur la fin ne laissant guère de place aux autres personnages.
- Grazzio et Anita: Frère et sœur vivant sur la lagune de Venise, avec leur grand-mère. Anita sauvera Arno d'une mort certaine tandis que Grazzio suivra Arno dans ses aventures, en vue de débusquer la confrérie du Pique Rouge.

Pique Rouge:
- Le doge de Venise: Sans que son nom ne soit nommé, il est arrêté par les troupes français et emprisonné. Il semble être le chef de la conspiration.

- Rézo Corvacchio: Âme damnée du doge de Venise, Corvacchio est l'un des principaux membres de la conspiration du Pique Rouge. Jusqu'à la fin, il tentera d'attenter à la vie de Napoléon Bonaparte.
- Brazzi: Brazzi est un ancien policier de Venise et l'acolyte de Corvacchio, qu'il épaule, pour éliminer Napoléon Bonaparte et Arno.
- Renato: Il est le cousin de Luisa, la gouvernante de Sylvio Scarfa, un ami d'Arno. Il est membre du Pique Rouge bien qu'on ne le voit que très rapidement.

Autres personnages:
- Sylvio Scarfa: Ami d'Arno et compositeur de musique, il trouvera la mort lors d'une confrontation avec des membres du Pique Rouge.
- Marquise Liona Corta Della Sullano: Elle régne sur la forteresse de Sulzano, où son amant Corvacchio a trouvé refuge après l'échec de la conspiration. Elle accueille les plénipotentiaires autrichiens qui vont signer un traité de paix avec les français. C'est elle qui tirera sur son amant, après avoir été elle-même blessée par une balle perdue. Elle sera réconfortée par un soldat français.
- Général Karl Steuffel: Plénipotentiaire autrichien, c'est à lui qu'est confié la négociation du traité de paix, avec Bonaparte. Il permettra tout de même à Corvacchio, de pénétrer dans le camp français afin d'attenter à la vie du général mais Arno l'ayant démasqué, il prendra Steuffel en otage et l'enfermera dans la forteresse de Sulzano. Le général autrichien sera délivré par Arno et les soldats français venus arrêter Corvacchio.

En filigrane et sans qu'elles prennent part directement au récit, apparaissent des figures de l'histoire, à travers les personnes de Joséphine de Beauharnais et de Pauline Bonaparte, dont les caractères sont dessinés.

## Erreurs et imprécisions
Le nom de la forteresse de Sulzano est mal orthographié: Dans l'album, elle est nommée forteresse de Sullano.
Il est également indiqué dans l'album que Bonaparte prépare ses plans, si les négociations avec l'Autriche venaient à échouer: Le lieu de l'action est nommé Passenario. Or, il s'agit de Passaranio.